# Fernando Suárez de Tangil
Fernando Suárez de Tangil y Angulo, II marqués de Covarrubias de Leyva (Madrid, 3 de agosto de 1886 - ídem, 6 de septiembre de 1964), también conocido como el IV conde de Vallellano (por su matrimonio), fue un político español, alcalde de Madrid durante la dictadura de Primo de Rivera y ministro de Obras Públicas durante la dictadura de Francisco Franco.

## Biografía

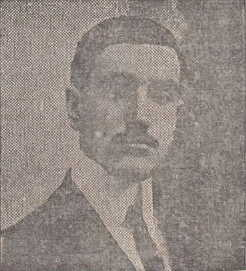
El Conde de Vallellano en 1920

Nacido el 3 de agosto de 1886 en Madrid. En 1909 se doctoró en Derecho y —al año siguiente— ingresó por oposición en el Cuerpo Técnico de Letrados del Ministerio de Gracia y Justicia. En 1911 fue nombrado secretario de la Comisión Revisora de Códigos y Leyes, y en 1913 obtuvo, por oposición, la plaza de oficial letrado del Consejo de Estado. Entró en política de la mano del maurismo, tras el asesinato de Canalejas en 1912. En 1920 fue elegido diputado por Madrid. Durante la dictadura de Primo de Rivera fue designado alcalde de Madrid, cargo que ocupó desde el 13 de septiembre de 1924. Presentó su dimisión el 10 de abril de 1927, a causa de sus roces con el gobernador civil, Manuel Semprún. Durante la dictadura mostró su apoyo a la figura del rey Alfonso XIII, del cual era amigo personal. Encabezó la candidatura monárquica en Madrid en las trascendentes elecciones municipales de abril de 1931, en la que, aunque obtuvo acta de concejal, vio como su candidatura era rotundamente derrotada por los republicano-socialistas. 
Proclamada la Segunda República en abril de 1931, se unió a Acción Nacional (AN). Paralelamente a su ingreso en AN, asistió en mayo de 1931 a las primeras reuniones conspiratorias contra la república por parte de los alfonsinos en la casa del marqués de Quintanar. En 1933 se separó del partido católico, entonces conocido como Acción Popular, para crear, junto a Antonio Goicoechea, Renovación Española, del que fue vicepresidente, mientras Goicoechea ostentaba la presidencia. Como figura prominente de los alfonsinos propugnó el entendimiento con los tradicionalistas, redactando el manifiesto de Alfonso XIII del 23 de enero de 1932 y significándose en las agitaciones políticas en conjunción con los tradicionalistas, por lo que fue encarcelado tres meses a comienzos de 1932. A raíz de su posible implicación en el fallido golpe de Estado de agosto de 1932, protagonizado por el general Sanjurjo, se instaló en París; las autoridades francesas le desterraron a Niza, y al regresar a España fue encarcelado.
En el campo civil, fue miembro del Consejo Nacional de Exploradores, desempeñando el cargo de vicepresidente primero de la institución escultista (1931).
Resultó elegido diputado en las elecciones de 1933 y 1936 por Palencia. En la legislatura 1933-1936 fue vicepresidente de las Cortes y en la de 1936 fue suplente de José Calvo Sotelo en la Diputación Permanente de las Cortes. Tras su asesinato, fue Vallellano el portavoz de los monárquicos en la sesión de la Diputación Permanente de 15 de julio de 1936, poco antes del inicio de la Guerra Civil, en la que protestó formalmente por el asesinato de Calvo Sotelo y anunció la retirada de su partido de las Cortes. Al corriente de la inminencia de la sublevación, Vallellano se trasladó a Portugal. Durante la Guerra Civil, Vallellano dirigió la Cruz Roja Española, por nombramiento del general Franco, puesto que ocupó hasta 1940.
Entre sus actividades, a través de la mediación de quien fuera diputado a cortes Juan Mirabent, se encuentra el dragado del puerto de Isla Cristina, lo que al aumentar su calado permitió la ampliación de las actividades del puerto a caladeros africanos, dando lugar al segundo puerto sardinero de España y primer puerto comercial de pesca de Andalucía. Una calle en la ciudad le recuerda.
Durante la dictadura franquista fue nombrado consejero permanente de Estado (en enero de 1945), ministro de Obras Públicas (1951-1957) así como presidente del Consejo de Estado (1958). Elegido el 4 de noviembre de 1952 para la medalla número 32 de la Real Academia de Ciencias Morales y Políticas, pronunció su discurso de ingreso el 20 de abril de 1954, titulado Las obras públicas en España y los gobiernos de autoridad,  contestado por Eduardo Aunós.
Fue procurador de las Cortes franquistas. Desempeñó dicho cargo desde 1951 hasta su muerte.
Falleció el 6 de septiembre de 1964 en su domicilio del número 4 de la madrileña calle de Álvarez de Baena.

## Títulos nobiliarios
Conde consorte de Vallellano por su matrimonio con María de la Concepción Guzmán y O'Farrill, condesa de Vallellano. Ostentó también el título de ii marqués de Covarrubias de Leyva, rehabilitado a su favor por Alfonso XIII en 1922, otorgándole Francisco Franco la grandeza de España personal a título póstumo en 1964. Esta grandeza le fue retirada por la Ley de Memoria Democrática en 2022.

## Obras
- —— (1914) Breve estudio histórico-político y sociológico-legal sobre las Grandezas de España y Títulos del Reino.[16]
- —— (1916) El problema mediterráneo en su aspecto internacional.[17]
- —— (1929) Nobiliario cubano. Las grandes familias isleñas (prólogo póstumo del marqués de Laurencín).[18]
- —— (1946) Cánovas.[19]

## Reconocimientos
- Gran Cruz de la Orden de Isabel la Católica (1925)[20]
- Hijo Adoptivo de Cáceres (1954)[21]
- Gran Cruz de la Orden de San Raimundo de Peñafort (1957)[22]
- Gran Cruz de la Real y Muy Distinguida Orden de Carlos III (1957)[23]